# Rabaçal (Mêda)
Pour les articles homonymes, voir Rabaçal.
Rabaçal est un village portugais de la ville de Mêda, avec une superficie 13,58 km2 et une population de 348 habitants (2001).
La densité est de 25,6 hab/km2.